# Lyø
Lyø er en 6 km² stor ø i det Sydfynske Øhav med 90 indbyggere (per 2025). Øen ligger syd for Faaborg, hvortil den har færgeforbindelse sammen med Avernakø. Bjørnø ligger ligeledes ud for Faaborg; man sejler forbi den på vejen mod Lyø og Avernakø. I administrativ forbindelse hører Lyø til Faaborg-Midtfyn Kommune i Region Syddanmark, mens den tidligere hørte til Faaborg Kommune i Fyns Amt.

## Lyø by
Midt på øen ligger den store landsby. Den er bemærkelsesværdig med sine stengærder og gårde. Byen har ændret sig meget gennem årene, men der er tradition for at bevare det gamle. Karakteristisk for byen er de store træer, 5 gadekær (oprindelig 12) og den tætte bebyggelse.

## Havnen
Havnen ligger ca. 1 km fra Lyø by og omfatter færgeleje og lystbådehavn.

## Lyø kirke
Kirken, der er bygget af rå kampesten, er opført ved Reformationen og ændret flere gange, bl.a. i 1640erne og sidst i 1980erne. Kirkegården er cirkelrund og en af de smukkeste og mest særprægede i Danmark. Efter Reformationen har der været 24 sognepræster på Lyø, men siden 2008 bliver sognet betjent fra Faaborg. Blandt Lyøs præster kan nævnes forfatteren Niels Kjær, der var sognepræst på Lyø fra 1978 til 1999, og som har udgivet Lyø Logbog (1978), Ø-liv (1982) og Lyø mellem hav og himmel (2018).

## Kirkesang
Før Lyø kirke fik orgel, sang menigheden a cappella under ledelse af degnen. Da en ung lærer (Rasmus Rasmussen Askholm (1871-1936)) kom til øen i 1897, lærte han, hvordan man sang gamle "degnemelodier", som han siden skrev ned og kort før sin død i 1936 indsang for Dansk Folkemindesamling. Nedenfor er gengivet disse gamle fonografoptagelser.

## Jagten på Lyø
I 1223 følte grev Henrik af Schwerin sig på forskellig måde forurettet af Valdemar Sejr, og ved et overfald natten mellem 6. og 7. maj dette år på Lyø, hvor kongen var på jagt, lykkedes det ham at fange Valdemar og hans unge søn med samme navn. Henrik førte dem til sin borg, Lenzen, senere til Dannenberg på venstre bred af Elben, hvor de kom til at sidde i Valdemarstårnet. I Danmark var bestyrtelsen stor, imidlertid valgtes Albert af Orlamünde til rigsforstander, og man skrev til paven om hjælp. Kejseren nærede planer om at få Valdemar udleveret til sig, men de røg hurtig i vasken, navnlig på grund af pave Honorius’ strenge skrivelse. Men i øvrigt var paven så at sige Danmarks eneste støtte i disse tider. I Dannenberg indledtes der nu lange forhandlinger om fangernes løsladelse; men de strandede på grevens fordringsfuldhed, og nu faldt kongens fjender ind i Holsten, hvor Albert tabte Slaget ved Mölln i januar 1225 og toges til fange. Nu måtte de danske gå til forlig; det sluttedes i november 1225 på de vilkår, at Valdemar skulle afstå alle tyske og vendiske lande (undtagen Rügen) og i løsepenge udrede 45.000 mark sølv foruden mange mindre ydelser. Fangerne skulle løslades, efterhånden, som løsesummen betaltes.

## Seværdighed
Klokkestenen er et flere tusinde år gammelt dyssekammer, der giver klare toner fra sig, når man slår på den. Mange fortællinger knytter sig til klokkestenen, blandt andet, at man må få et ønske opfyldt, når den afgiver sin lyd.